# Цукколо, Лудовико
Людовико Цукколо (1568, Фаэнца близ Равенны, Италия — ок. 1630) — итальянский теоретик государства, философ-утопист.
Цукколо особенно интересен ранним упоминанием понятия «интересы государства» в своём труде «Политические и моральные соображения» 1621 года. Он утверждает, что интересы государства следует понимать как осторожность в сочетании с честностью и справедливостью.
Сведений о его биографии практически не сохранилось.

## Произведения
- Considerazioni politiche morali e sopra cento oracoli d’illustri personaggi antichi.  1621.
- Discorso delle ragioni del numero del verso italiano.  1623.